# Classic Revival 250 GTO
De Classic Revival 250 GTO is een kitcar-sportwagen van Australische sportwagen Classic Revival. De wagen is een replica van de wereldberoemde Ferrari 250 GTO, die bekendstaat als de meest gezochte auto ter wereld. Als basis diende de Nissan Fairlady Z, te weten de generatie van 1973 tot 1978. De 250 GTO is een tweedeurs sportwagen, een coupé.
250 GTO · ID 427 Kobra